# يوتا ساساكي
يوتا ساساكي (باليابانية: 佐々木 祐太) (مواليد 10 فبراير 1996) هو لاعب كرة قدم ياباني.

## وصلات خارجية
- يوتا ساساكي على موقع رابطة كرة القدم اليابانية للمحترفين (اليابانية)
- يوتا ساساكي على موقع Soccerway.com (الإنجليزية)
- يوتا ساساكي على موقع عالم كرة القدم.نت (الإنجليزية)